# Blackbirding

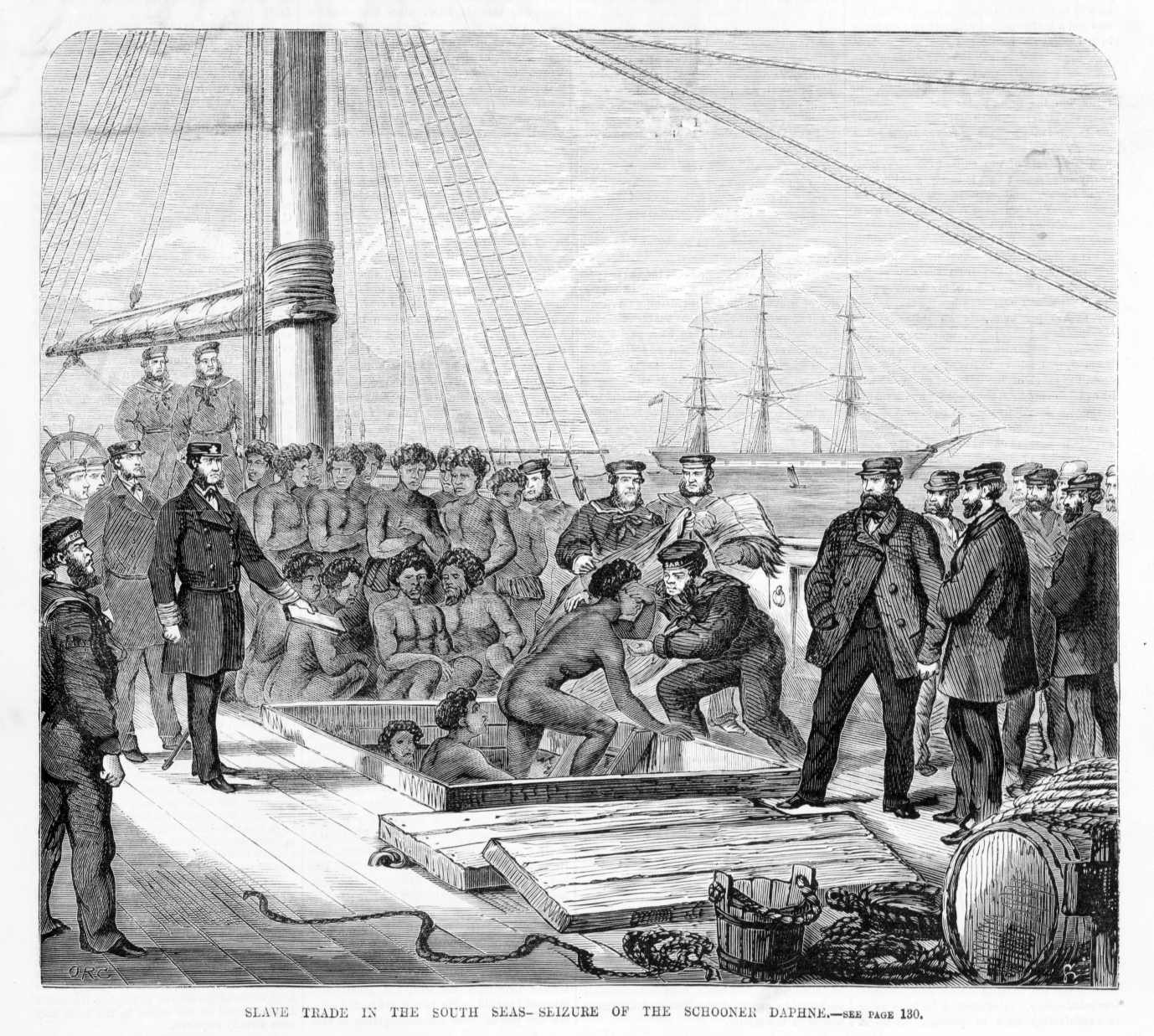
Alliberament dels passatgers del buc Daphne per la Marina britànica el 1869.

Blackbirding és un terme anglès que es refereix a la contractació enganyosa i al rapte de mà d'obra indígena a les illes del Pacífic Sud el segle xix. Aquesta pràctica, es va desenvolupar principalment entre 1860 i 1901, permetia aconseguir i disposar de treballadors en condicions properes a l'esclavitud per a les explotacions agrícoles de Queensland i Nova Gal·les del Sud (Austràlia) i de les illes Fiji, així com l'explotació del guano de les Illes Chincha del Perú.

## Etimologia
El terme blackbirding procedeix de la contracció de blackbird catching, «caça de la merla». En l'argot dels colons d'Austràlia s'anomenava les poblacions autòctones blackbirds (merles). Es pensa que l'expressió podria també derivar d'una de més antiga, blackbird shooting, que utilitzaven els primers colons europeus per referir-se a un tipus de caça recreativa en la qual les preses eren aborígens australians.

## Característiques del blackbirding
L'estat de Queensland, al nord-est d'Austràlia, va ser una colònia britànica dotada d'un autogovern fins a la seva incorporació en la Commonwealth el 1901, com a part de la Mancomunitat d'Austràlia. Devers de l'any 1860, per satisfer la creixent demanda en mà d'obra de les indústries agroalimentàries, es van començar a «reclutar» treballadors natius no europeus de Nova Caledònia i de les illes properes, així com aborígens de la mateixa Austràlia. Empleats els primers anys en les plantacions de cotó i en explotacions de fusta, es van destinar també a les explotacions ramaderes, al cultiu de perles (com a Broome), a la indústria pesquera i al servei domèstic.
Se'ls coneixia com a kanakas i provenien de les illes de Melanèsia, Salomó i les Noves Hèbrides. Des de principi del segle xx a la legislació australiana els anomena «Illencs del Pacífic Sud» (South Pacific Islanders).
A les Illes Fiji, el blackbirding va començar el 1864 quan van arribar els primers treballadors de Nova Caledònia i de les Illes Salomó per treballar en les plantacions de cotó. El cotó s'havia fet escàs i era en un negoci molt rendible des que la guerra civil nord-americana havia bloquejat les exportacions de cotó dels Estats Units del Sud. Però els nadius de Fiji no eren proclius a acceptar una contractació fixa i perllongada, per això els amos europeus de les plantacions que s'havien instal·lat al lloc van buscar mà d'obra a altres illes de Melanèsia. Entre els anys 1862 i 1863, vaixells peruans, així com alguns vaixells xilens sota bandera peruana, van visitar les illes menors de la Polinèsia des de l'Illa de Pasqua fins a Tuvalu i Kiribati a la recerca de mà d'obra per compensar la penúria al Perú.
L'àrea de captació es va anar ampliant gradualment fins a cobrir la gairebé totalitat de la Melanèsia, fins als límits amb Micronèsia i Polinèsia: Vanuatu, Papua Nova Guinea, les Illes Salomó, Nova Caledònia, Samoa, Kiribati, Tuvalu i Niue, prop de Nova Zelanda. Els mètodes de contractació gairebé sempre recorrien a la coerció.
El blackbirding adoptava diverses formes. Alguns treballadors acceptaven voluntàriament anar a treballar a Austràlia, però molts eren enganyats i fins i tot raptats. S'estima que un 5 % dels illencs eren capturats violentament, i que un mínim de 20 a 25 % d'ells eren captats mitjançant pràctiques il·lícites. Molts morien a bord a causa de les pèssimes condicions higièniques, o en les plantacions per les dures condicions de treball i la falta d'assistència sanitària. Si aquest tema és encara font de debat, les taxes de mortalitat entre treballadors importats no són discutides. Quan la taxa de mortalitat entre la població habitual de Queensland era de 13,03 per 1000, la dels treballadors que provenien de les illes oceàniques era de 62,89‰. Altres fonts estimen que la taxa de mortalitat de la població illenca del Pacífic empleada a Queensland era de 51,1‰ entre 1868 i 1904, va atènyer un màxim de 147,7‰ el 1884. Durant el mateix temps la taxa pels angloaustralians era de 15 a 17‰. A les Illes Fiji, les condicions de vida dels treballadors melanesis era encara pitjors que les dels treballadors contractats procedents de l'Índia. El 1875, l'oficial responsable dels assumptes sanitaris de les illes, el metge William MacGregor, va registrar una taxa de mortalitat de 540‰ entre els treballadors melanesis. El nombre d'illencs víctimes del blackbirding és encara tema de controvèrsia, en part per la falta de cens rigorós. Segons les fonts, les estimacions se situen entre les 62.000 i 90.000 persones.

## Evolució de la legislació
L'esclavitud havia estat abolida a l'imperi britànic el 1833, data de la promulgació de la Slavery Abolition Act. Enfront de l'increment del blackbirding, l'Estat de Queensland va aprovar el 1868 la Polynesian Labourers Act, primera legislació destinada a regular el tràfic de mà d'obra destinada a aquest territori. Se'ls considerava oficialment com indentured labourers, o treballadors contractats lliurement, perquè no poguessin ser assimilats a esclaus i així respectar la legalitat. Aquesta llei no prohibia el rapte de persones, sempre que se'ls proposés un contracte de treball encara que anés contra la seva voluntat. Se'ls contractava per a un període determinat, a canvi d'un salari, de proveir-los allotjament i menjar, i de repatriar-los una vegada finalitzat el contracte. Però el compliment dels contractes (quan existien) no estava supervisat per cap autoritat, i les seves condicions de vida s'assemblaven més a l'esclavitud. A la majoria se'ls tornava a contractar a la finalització del contracte, i no se'ls solia retornar a la seva terra d'origen.
A partir de 1880 la Pacific Island Labourers Act, adoptada a Queensland, va endurir les condicions de contractació de treballadors illencs d'Oceania a fi de garantir-los millors condicions de vida tant a bord dels bucs que els traslladaven com en les explotacions on eren empleats. D'altra banda, es limitava la seva contractació a tasques no qualificades a l'agricultura tropical i semi tropical. Una esmena de 1884 els va prohibir treballar a granges i ramaderia, refineries de sucre, al servei domèstic i a les indústries marítimes i reservava aquestes ocupacions als obrers blancs menys qualificats. En conseqüència, en les dècades següents els treballadors oriünds del Pacífic Sud es van concentrar a les plantacions de canya de sucre de Queensland.
En aquelles dates, es van celebrar diversos judicis a Austràlia contra homes de negoci, amos de plantacions i capitans de navilis acusats d'esclavitud. Però aquesta no es va poder comprovar en la immensa majoria dels casos per al·legar els mateixos jutges que no podien donar-se casos d'esclavitud a Austràlia o a les Illes Fiji, països on oficialment s'havia erradicat. Tampoc es reconeixia que pogués haver-hi tracta de persones a les illes d'origen si aquestes comptaven amb una representació diplomàtica britànica. Les sentències condemnatòries es limitaven a castigar delictes comuns com a actes de violència i homicidis comesos contra els indígenes «reclutats».

## Cap a la supressió del blackbirding

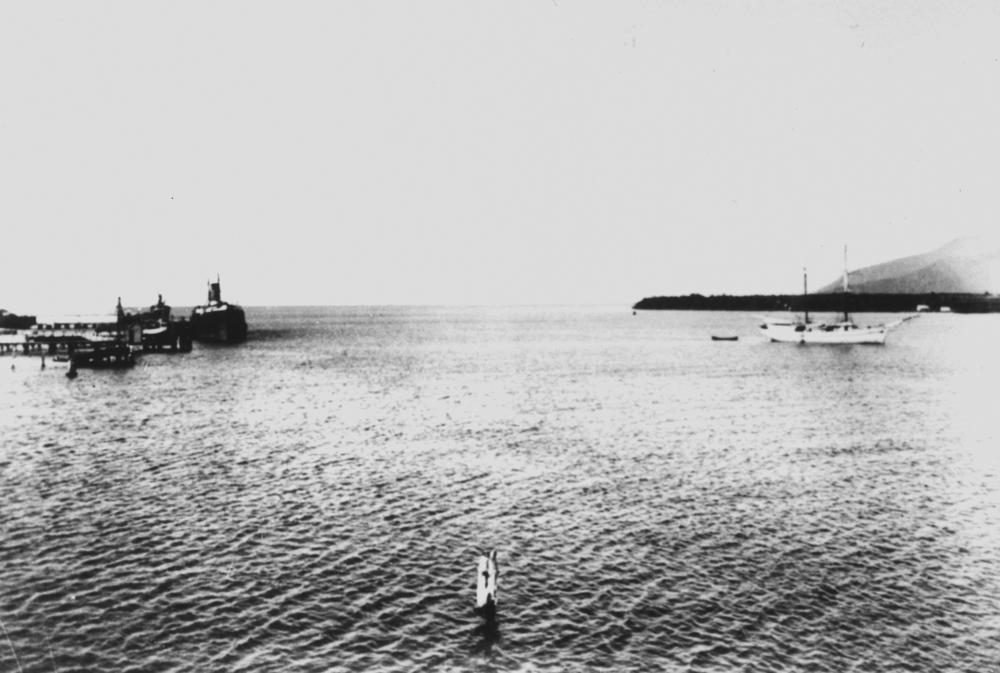
El Fearless (a la dreta), últim vaixell de blackbirders en portar esclaus a Cairns, Austràlia

Diversos judicis per esclavitud van tenir una forta repercussió mediàtica, i part de l'opinió pública australiana i britànica (societats humanitàries i antiesclavitud, missioners, oficials colonials i de la Royal Navy, premsa i polítics liberals) denunciava reiteradament que existia tracta d'esclaus al Pacífic Sud. Per protegir els melanesis de la contractació forçosa, el 1872 es va aprovar la Pacific Islanders Protection Act, coneguda com la Kidnapping Act. El 1901 la Pacific Island Labourers Act, que completava la Immigration Restriction Act promulgada uns dies abans, va limitar la immigració de mà d'obra melanèsia a Austràlia, i va ordenar la deportació dels qui encara estaven en sòl australià. Aquesta repatriació (el text de la llei parla de deportació) es va fer entre els anys 1906 i 1908.